# クイッケン・ローンズ
クイッケン・ローンズ（英語: Quicken Loans）は、アメリカ合衆国ミシガン州デトロイトに本社を置く住宅ローン金融会社である。

## 概要
2018年にはアメリカ合衆国にて最大貸出金額の消費者向けローン会社となる。預金を基金とする多くのローン企業と違い、クイッケン・ローンズはホールセール融資を活用し、支店を多く所有せずオンライン業務を基本にしている。

## 沿革
1985年に「ロック・ファイナンシャル（Rock Financial）」という名前でダン・ギルバート、ゲイリー・ギルバートにより創業。1998年5月に株式公開。1999年12月に個人用財務管理ソフトウェア「クイッケン（Quicken）」を発売していた企業インテュイットがロック・ファイナンシャルを5億3,200万ドルで買収し、ロック・ファイナンシャルの社名を「クイッケン・ローンズ」に改称。その後、2002年にダン・ギルバートが個人投資家とともに6,400万ドルでクイッケン・ローンズを買い戻した。
2016年に米国初のフル・オンラインローン「ロケット・モーゲージ（Rocket Mortgage）」を開始。2018年10月にカナダ進出を発表。